# Colibrí gorjanegre
El colibrí gorjanegre (Archilochus alexandri) és una espècie d'ocell de la família dels troquílids (Trochilidae) que habita boscos poc densos, matolls, boscos de ribera i ciutats del sud-oest de la Colúmbia Britànica, Washington, centre d'Idaho, nord-oest de Montana, est de Colorado, nord de Baixa Califòrnia, de Sonora i de Coahuila, nord-oest de Chihuahua, centre i sud de Texas i est de Nou Mèxic.